# 832
832 (DCCCXXXII, na numeração romana) foi um ano bissexto do século IX, do Calendário Juliano, da Era de Cristo, teve início a uma segunda-feira e terminou a uma terça-feira, e as suas letras dominicais foram G e F.
| Ano completo                            |
| --------------------------------------- |
| Ano bissexto com início à segunda-feira |

## Nascimentos
- Odão I de Tolosa m. 919.